# Jocurile Paralimpice de iarnă din 2014
Jocurile Paralimpice de iarnă din 2014 au avut loc în Soci între data de 7 - 16 martie, după încheierea Jocurilor Olimpice de iarnă, la Jocurile Paralimpice au participat sportivi cu dizabilități.

## Clasament
| Locul | Țara         | Aur | Argint | Bronz | Total |
| ----- | ------------ | --- | ------ | ----- | ----- |
| 1     | Rusia        | 30  | 28     | 22    | 80    |
| 2     | Germania     | 9   | 5      | 1     | 15    |
| 3     | Canada       | 7   | 2      | 7     | 16    |
| 4     | Ucraina      | 5   | 9      | 11    | 25    |
| 5     | Franța       | 5   | 3      | 4     | 12    |
| 6     | Slovacia     | 3   | 2      | 2     | 7     |
| 7     | Japonia      | 3   | 1      | 2     | 6     |
| 8     | SUA          | 2   | 7      | 9     | 18    |
| 9     | Austria      | 2   | 5      | 4     | 11    |
| 10    | Regatul Unit | 1   | 3      | 2     | 6     |